# Lena Nitro

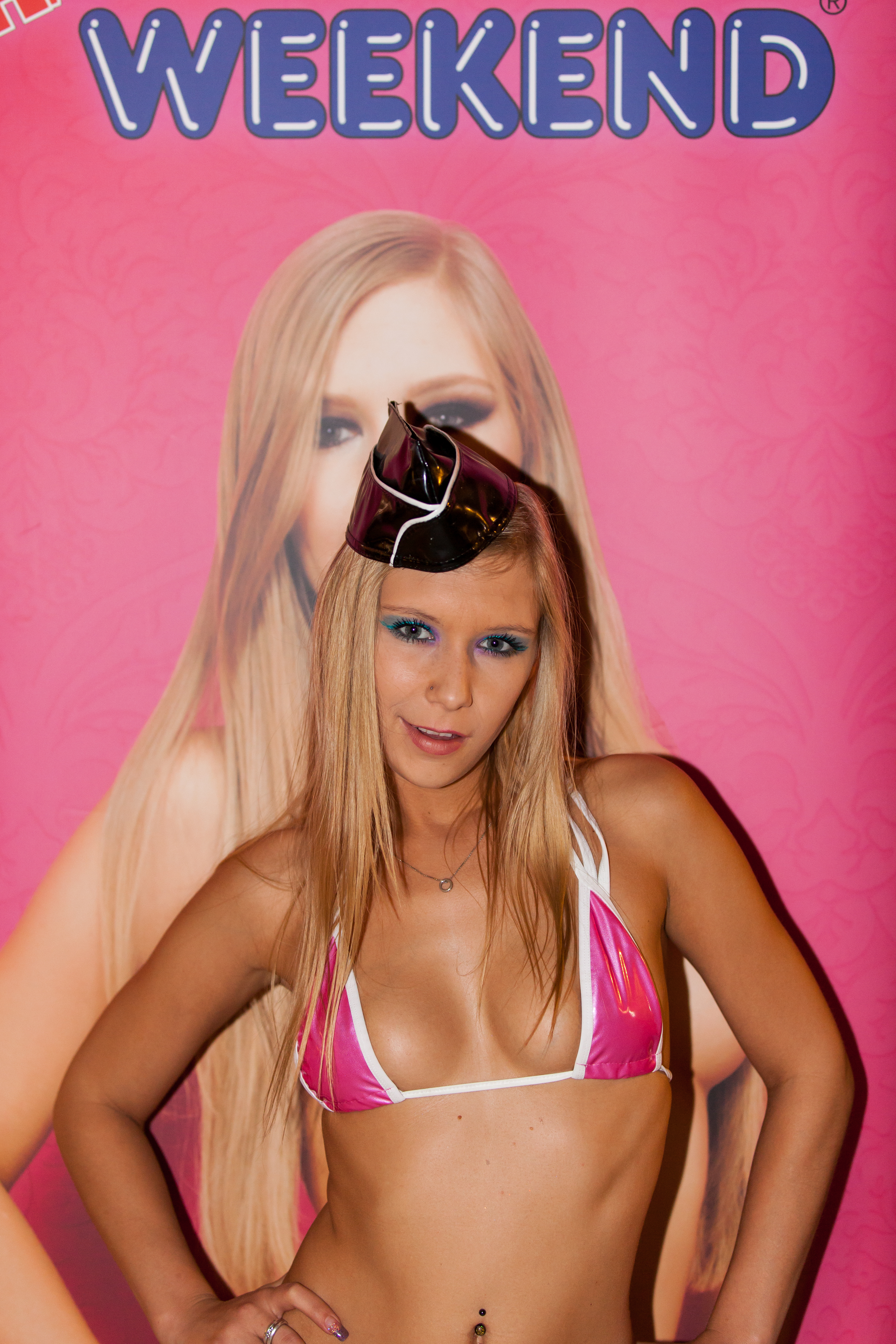
Lena Nitro bei der Erotikmesse 2011 in Mannheim

Lena Nitro (* 16. Juni 1987 in Berlin), auch Sherly Nitro, ist eine deutsche Pornodarstellerin.

## Leben
Lena Nitro ist die Tochter der Erotik-Unternehmerin Saskia Farell. Im Jahr 2010 wurde sie von Bild, Coupé und tripple.net als Deutschlands neuer Sexstar bezeichnet. Sie war bis Januar 2014 bei der Produktions- und Vertriebsgesellschaft Videorama unter Vertrag. Auf der Erotik-Messe erofame in Berlin wurde Lena Nitro im Oktober 2010 der Erotixxx Award für die beste Newcomerin überreicht. In den darauf folgenden Jahren (2012 und 2013) wurde sie jeweils mit einem Venus Award als beste Darstellerin ausgezeichnet. Darüber hinaus ist sie hin und wieder bei TV-Produktionen wie z. B. Frauentausch zu sehen. 2015 nahm sie bei der Fernsehsendung Crash Games – Jeder Sturz zählt! von ProSieben teil. Aktuell ist sie bei diversen Produktionen im In- und Ausland aktiv und produziert u. a. über das Erotiklabel „Saskia Farell“ auch eigene Filme.

## Sonstiges
2017 sorgte sie durch einen Trikot-Werbevertrag mit Amateurfußball-Kreisliga-Verein SV Oberwürzbach aus dem Saarland für internationale Schlagzeilen in den Medien. Nitro hatte im September 2017 dem Verein einen Trikotsatz mit ihrer Homepage-Adresse gesponsert. Der Saarländische Fußballverband verbot im November 2017 diese Trikotwerbung.

## Auszeichnungen
- 2010: Erotixxx Award: Rising Star[7]

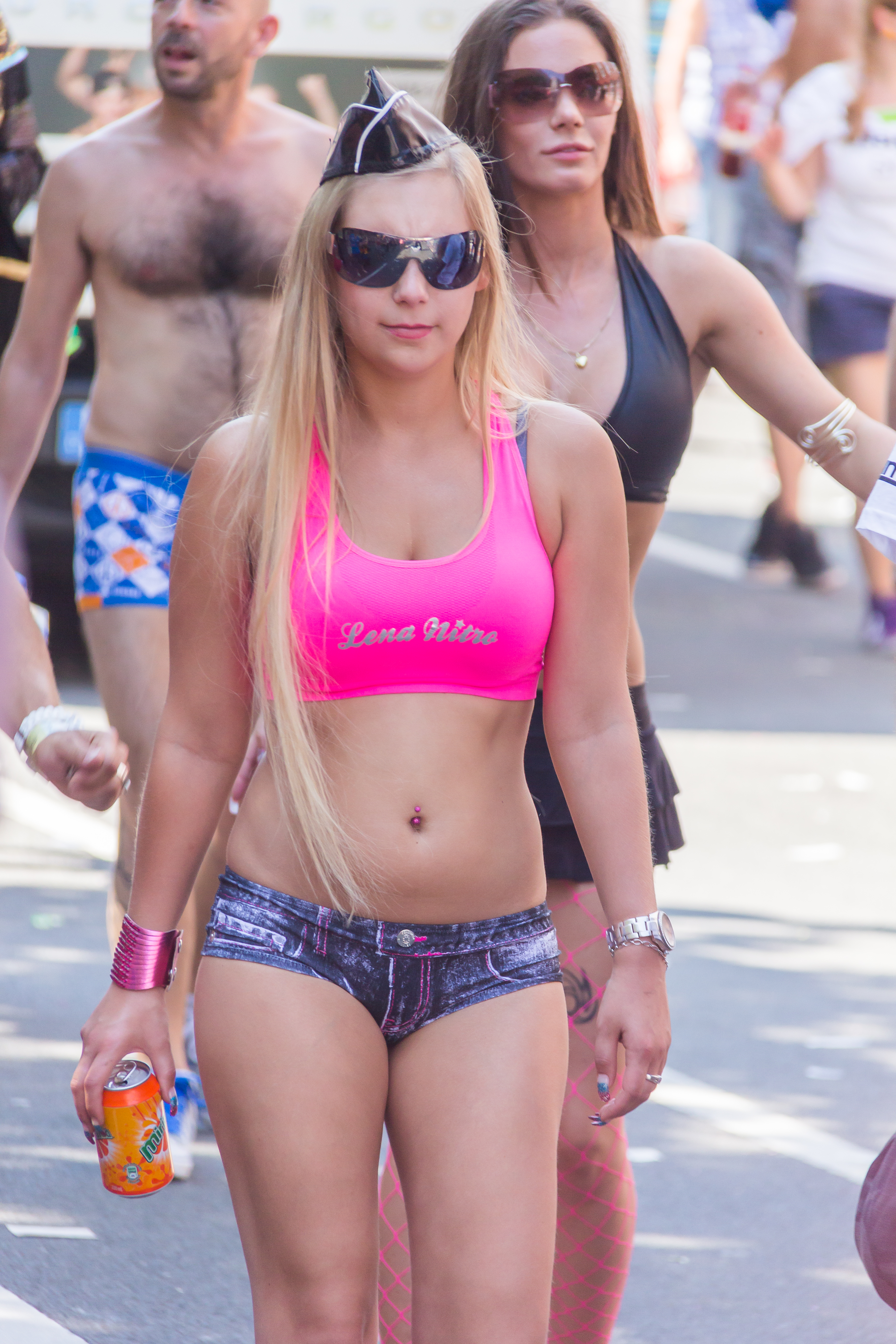
Lena Nitro 2013 auf der Parade der ColognePride

- 2012: Venus Award: Beste Darstellerin
- 2012: Erotic Lounge Awards: Beste Darstellerin[8]
- 2013: Venus Award – Beste Darstellerin national
- 2016: Venus Award – Beste Darstellerin international
- 2017: Venus Award – Beste Darstellerin Europa
- 2022: Venus Award – Juryaward für mehr als 10 Jahre außergewöhnliche Leistungen und Einsatz

## Filmografie (Auswahl)
- 2009: Inzest – Papa, dein Schwanz ist zu groß!
- 2009: Zofen-Schweiß
- 2009: Von der Hand in den Mund 3
- 2009: Der Porno-Praktikant
- 2009: Dreckig angemacht und aufgespießt
- 2009: Blonde Biester
- 2009: „Deutschlands geilste Aufreißer“, Reportage (RTL II)
- 2009: Titus & Co. – Venus 2009
- 2009: Sex in der Öffentlichkeit – unanständig …
- 2009: 33 cm! – Das Monster im Arsch
- 2010: Be Famous
- 2010: Maximum Perversum 94 – Puffgeschichten: Dominas, Huren, Sklavenfotzen
- 2010: Woodman Casting X 77
- 2010: Das Sennenlutschi
- 2010: Latex-Exzesse
- 2010: Heiße Träume
- 2010: Frauenklinik St. Olli – Vaginal-Check extrem
- 2010: Pure Lust
- 2010: Fick-Laien gesucht!
- 2010: Kleine Huren hart genommen
- 2010: Weibertausch – Abwechslung ist doch geil
- 2010: Triebhafte Visionen
- 2011: Hier fickt der Chef noch persönlich!
- 2011: Flatrateficken
- 2011: Doppelte Lust
- 2011: Lust und Laster
- 2011: Club der Sünde
- 2011: Exzesse beim Porno-Dreh
- 2011: Sündige Insel
- 2011: Vorhang auf!
- 2012: Geile Feten
- 2012: An die Arbeit, du Arsch
- 2012: Schmutziges Hobby
- 2012: Die geile Erbschaft
- 2012: Sexy Pole Girls – Das Leben an der Stange
- 2012: Willkommen im Club
- 2013: Auf geht’s
- 2013: Wer hat noch nicht?
- 2013: Packt feste an, Jungs!
- 2013: Heftig durchgeknallt
- 2014: Ich bin so geil
- 2014: Lena Nitro Dirty Clips 1 + 2
- 2015: Lena Nitro Dirty Clips 3–9
- 2015: The Curse of Doctor Wolffenstein
- 2015: Crash Games – Jeder Sturz zählt!, Spielshow (ProSieben)
- 2016: Lena Nitro Dirty Clips 10-15
- 2016: Schau mich an, Du brauchst das!
- 2016: Stocking Seduction
- 2017: Lena Nitro Dirty Clips 16-17
- 2017: Immer Kampfbereit
- 2017: Happy Lena privat 1-2
- 2017: Nitro Porn 1-2
- 2017: Loves Men mit Danny Boy
- 2017: Isaac Vendetta Sex Tape